# Le nozze de' Sanniti
Le nozze de' Sanniti è un'opera in due atti di Pietro Raimondi, su libretto di Giovanni Schmidt. La prima rappresentazione ebbe luogo al Teatro San Carlo di Napoli nel carnevale del 1824.

## Trama

### Atto I
Nell'antico Sannio, si premiavano con nozze sfavillanti i giovani che si fossero distinti in azioni valorose. L'opera si apre proprio col popolo che celebra le gesta dei soldati sanniti, vincitori sui Romani, per i quali si prospettano ricchi sposalizi. Ma chi non festeggia è Cefalide, una giovane donzella; costei, confidandosi con la madre Eliana, le svela che teme di non andare in sposa al proprio amato, Agatide, un giovane guerriero. Proprio in
quel momento, giunge in piazza l'esercito, accolto festante. Fra questi, Telesponte, vecchio guerriero, con suo figlio, lo stesso Agatide. Quest'ultimo teme di non reggere il confronto del valore col guerriero Parmenone, il quale ha fatto da scudo umano al supremo duce Cleanto, e che dunque le venga sottratta Cefalide. Il padre cerca di confortarlo, mentre giunge lo stesso Cleanto, accompagnato proprio da Parmenone, che decreta che quest'ultimo, in virtù del proprio valore, sarà il primo a scegliere la sposa. Mentre si avvicina il momento della celebrazione del valore dei guerrieri, Eliana e Cefalide apprendono con sgomento da Alsindo, un altro guerriero, che Agatide in mezzo alla mischia si è sottratto alla battaglia per mettere in salvo il padre ferito, e che dunque ha ricevuto la nomea di vigliacco. Tuttavia, le due donne vengono subito confortate da un gruppo di donzelle, compagne di Cefalide, che le informano che in virtù della sua devozione filiale, Agatide è stato eletto con Parmenone fra i più prodi dei guerrieri. Questo rassicura la giovane, che va al Circo, nel quale si sarebbe tenuta la celebrazione, con le altre donne. Nel frattempo, Agatide e Parmenone si confrontano, e scoprono che entrambi intendono sposare la stessa giovane, ovvero Cefalide. Cleanto incita i due a mantenere un atteggiamento degno del loro valore, seppur rivali. Al Circo giungono intanto le donne, adornate a festa, pronte a celebrare il valore dei guerrieri. Giungono questi ultimi, e come da decreto di Cleanto il primo a farsi avanti è Parmenone, che sceglie come sposa proprio Cefalide, la quale rimane sgomenta e decide di ribellarsi alla legge, respingendo pubblicamente il guerriero e dichiarando il proprio amore per Agatide. Cleanto e il popolo sono furibondi, Agatide, Eliana, Telesponte e Parmenone afflitti e nella confusione generale l'atto si conclude.

### Atto II
Parmenone apprende da Eliana che Cefalide, pentita per aver oltraggiato le leggi patrie, ha deciso di sposarlo. Rimasto solo, il guerriero viene assalito da un contrasto interiore fra il proprio amore e quello di Cefalide e Agatide. Intanto nei suoi appartamenti Cefalide piange la propria sorte, non riuscendo ad obliare il proprio amato, quando giunge di nascosto proprio Agatide. La fanciulla lo respinge, dichiarando di non amarlo e rinnegando di aver dichiarato il proprio amore per lui. Il giovane, devastato, si dichiara pronto a morire, e Cefalide, impietositasi, torna sui suoi passi e giura ad Agatide eterno amore. Proprio in quel momento giungono Cleanto e Parmenone, pronto a condurre Cefalide al tempio per gli sposalizi, e rimangono oltraggiati dal vedere i due giovani assieme. Agatide, fieramente, getta una spada ai piedi di Parmenone e dichiara che dovrà ucciderlo, se vorrà sposare Cefalide. Subito dopo giunge Telesponte, che disperato osserva impotente la scena. Cleanto, fortemente urtato, invita Cefalide a ribellarsi ad Agatide, sostenendo che il giovane stia cercando di compromettere il suo onore, ma la ragazza, disperata, si dichiara pronta a morire al posto di Agatide. Parmenone, colto da mille rimorsi, decide dunque di cedere la fanciulla al rivale. Giungono subito dopo Eliana e i suoi congiunti, che vedendo la figlia con Agatide, la rimprovera aspramente e le rivela che lei non è la sua reale madre. Dalla descrizione del ritrovamento della bambina di Eliana, Cleanto si riconosce nel padre perduto, e colto da affetto paterno, decide di perdonare la donzella, e tutto si conclude nel giubilo.

## Struttura musicale
- Sinfonia

### Atto I
- N. 1 - Introduzione Del suol natio la sorte (Coro)
- N. 2 - Duetto Solo in pensarlo, geme (Cefalide, Eliana)
- N. 3 - Aria Per luci sì belle (Agatide, [Telesponte])
- N. 4 - Duetto Alfine rimiro, oh dei (Cleanto, Parmenone)
- N. 5 - Aria Quella dolce soave speranza (Cefalide, [Eliana], Coro)
- N. 6 - Duetto e Terzetto Amo... la più bell'opra - Che terribile momento! (Agatide, Parmenone, Cleanto)
- N. 7 - Coro Le dolci tue catene
- N. 8 - Finale I Al colpo impensato (Cefalide, Eliana, Parmenone, Agatide, Telesponte, Cleanto, Coro)

### Atto II
- N. 9 - Aria Lo comprendo, o numi amici (Parmenone)
- N. 10 - Duetto, Quartetto e Quintetto Deh! mia vita - Sposa, al tempio mi segui - Egli è desso... oh matao figlio! (Agatide, Cefalide, Parmenone, Cleanto, Telesponte)
- N. 11 - Coro Astro di giubbilo
- N. 12 - Aria Finale Fra queste braccia, o cara (Cleanto, [Agatide, Cefalide, Eliana, Telesponte], Coro)